# واقع‌گرایی وجهی
واقع‌گرایی وجهی یا رئالیسم وجهی (به انگلیسی: Modal realism) دیدگاهی است که توسط فیلسوف دیوید لوئیس مطرح شده است مبنی بر این‌که همه جهان‌های ممکن به همان اندازه جهان واقعی، واقعی هستند: آن‌ها «با این جهان ما از یک نوع هستند.» این دیدگاه بیان می‌کند که جهان‌های ممکن وجود دارند، جهان‌های ممکن از نظر نوع با جهان واقعی متفاوت نیستند، جهان‌های ممکن موجودیت‌های غیرقابل تقلیل هستند و اصطلاح «واقعی» در جهان واقعی نمایه‌ای است، یعنی هر سوژه‌ای می‌تواند جهان خود را جهان واقعی اعلام کند، همان‌طور که مکانی را که در آن هستند «این‌جا» و زمانی را که در آن هستند «اکنون» می‌نامد.
واقع‌گرایی وجهی توسعه‌یافته، شکلی از واقع‌گرایی وجهی است که نه تنها شامل تعهدات هستی‌شناختی به جهان‌های ممکن، بلکه به جهان‌های غیرممکن نیز می‌شود. اشیاء به‌عنوان موجوداتی پراکنده در بُعد وجهی تصور می‌شوند، یعنی نه تنها دارای بخش‌های مکانی و زمانی، بلکه دارای بخش‌های وجهی نیز هستند. این با واقع‌گرایی وجهی لوئیس در تضاد است، که طبق آن هر شیء فقط در یک جهان ممکن ساکن است.
استدلال‌های رایج برای واقع‌گرایی وجهی به سودمندی نظری آن‌ها برای استدلال وجهی و به عبارات رایج پذیرفته‌شده در زبان طبیعی اشاره دارند که به نظر می‌رسد دلالت بر تعهدات هستی‌شناختی به جهان‌های ممکن دارند. یک ایراد رایج به واقع‌گرایی وجهی این است که منجر به یک هستی‌شناسی متورم می‌شود، که برخی معتقدند در تضاد با تیغ اوکام است. منتقدان واقع‌گرایی وجهی همچنین خاطرنشان کرده‌اند که قائل شدن جایگاه هستی‌شناختی یکسان برای اشیاء ممکن با اشیاء واقعی، خلاف شهود است. این خط فکری در استدلال از اخلاق با نشان دادن این‌که چگونه رفتار برابر با اشخاص واقعی و غیرواقعی منجر به پیامدهای بسیار نامحتمل برای اخلاق می‌شود، بیشتر توسعه یافته است و در اصل اخلاقی به اوج خود می‌رسد که هر انتخابی به طور مساوی مجاز است.

## اصطلاحجهان ممکن
این اصطلاح به نظریه جهان‌های ممکن لایبنیتس برمی‌گردد، که برای تحلیل ضرورت، امکان و مفاهیم وجهی مشابه استفاده می‌شد. خلاصه این‌که جهان واقعی صرفاً یکی از مجموعه نامتناهی جهان‌های منطقاً ممکن در نظر گرفته می‌شود که برخی به جهان واقعی «نزدیک‌تر» و برخی دورترند. یک گزاره ضروری است اگر در تمام جهان‌های ممکن صادق باشد، و ممکن است اگر حداقل در یک جهان صادق باشد.

## اصول اصلی
در قلب واقع‌گرایی وجهی دیوید لوئیس، چندین آموزه محوری درباره جهان‌های ممکن وجود دارد:
- جهان‌های ممکن وجود دارند؛ آن‌ها به همان اندازه جهان ما واقعی هستند.
- جهان‌های ممکن از همان نوع جهان ما هستند؛ آن‌ها از نظر محتوا متفاوتند، نه از نظر نوع.
- جهان‌های ممکن را نمی‌توان به چیزی اساسی‌تر تقلیل داد؛ آن‌ها به خودی خود موجوداتی غیرقابل تقلیل هستند.
- واقعیت، نمایه‌ای است. وقتی ما جهان خود را با این ادعا که تنها جهان واقعی است، از دیگر جهان‌های ممکن متمایز می‌کنیم، منظورمان فقط این است که این جهان، جهان ماست.
- جهان‌های ممکن به وسیله روابط متقابل فضایی-زمانی اجزایشان متحد می‌شوند؛ هر جهانی از نظر فضا-زمان از هر جهان دیگری جدا است.
- جهان‌های ممکن از نظر علّی از یکدیگر جدا هستند.

## جزئیات
در فلسفه، جهان‌های ممکن معمولاً احتمالات واقعی اما انتزاعی (افلاطون‌گرایی) در نظر گرفته می‌شوند، یا گاهی اوقات یک استعاره صرف، کوته‌نوشت، یا ابزارهای ریاضی، یا صرفاً ترکیبی از گزاره‌ها.

خود لوئیس نه تنها ادعا می‌کرد که واقع‌گرایی وجهی را جدی می‌گیرد (اگرچه از انتخاب عبارت واقع‌گرایی وجهی پشیمان بود)، بلکه اصرار داشت که ادعاهایش باید به‌معنای واقعی کلمه در نظر گرفته شوند:
به چه حقی جهان‌های ممکن و ساکنان آن‌ها را موجوداتی بدنام و نامناسب برای فلسفه می‌نامیم، مگر این‌که بتوانند از فلسفه زبان طلب بخشش کنند؟ من هیچ اتهامی علیه ممکنات نمی‌شناسم که نتوان آن را با عدالتی برابر علیه مجموعه‌ها مطرح کرد. با این حال وجدان‌های فلسفی کمی در مورد نظریه مجموعه‌ها تردید دارند. مجموعه‌ها و ممکن‌ها، به‌طور یکسان، هستی‌شناسی شلوغی را ایجاد می‌کنند. مجموعه‌ها و ممکن‌ها، هر دو، پرسش‌هایی را مطرح می‌کنند که ما راهی برای پاسخ به آن‌ها نداریم.[...] من پیشنهاد می‌کنم که از این اسرار به همان اندازه مرموز، آشفته نشوم.
چند جهان [ممکن] وجود دارد؟ از چه جهاتی با هم تفاوت دارند و چه وجه مشترکی بین همه آن‌ها وجود دارد؟ آیا آن‌ها از قانون مهم و بدیهیِ هویتِ چیزهای غیرقابل تشخیص پیروی می‌کنند؟ در این‌جا من در مقایسه با کسی که به‌عنوان یک استعاره وانمود می‌کند که به جهان‌های ممکن اعتقاد دارد، اما در واقع چنین اعتقادی ندارد، در موقعیت نامساعدی قرار دارم. اگر جهان‌ها مخلوق تخیل من بودند، می‌توانستم آن‌ها را به هر شکلی که دوست دارم تصور کنم، و می‌توانستم صرفاً با ادامه دادن به آفرینش تخیلی‌ام، هر آنچه را که آرزو داشتید بشنوید، برایتان بگویم. اما از آن‌جایی که من معتقدم واقعاً جهان‌های دیگری وجود دارند، حق دارم اعتراف کنم که چیزهای زیادی در مورد آن‌ها وجود دارد که نمی‌دانم و نمی‌دانم چگونه آن‌ها را کشف کنم.

## واقع‌گرایی وجهی توسعه‌یافته
واقع‌گرایی وجهی توسعه‌یافته که توسط تاکاشی یاگیساوا توسعه داده شده است، از چندین جنبه مهم با سایر نسخه‌های واقع‌گرایی وجهی، مانند دیدگاه‌های دیوید لوئیس متفاوت است. جهان‌های ممکن نقاط یا شاخص‌هایی از بُعد وجهی در نظر گرفته می‌شوند، نه ساختارهای فضا-زمان ایزوله. اشیاء منظم نه تنها در ابعاد مکانی و زمانی، بلکه در بعد وجهی نیز امتداد دارند: برخی از اجزای آنها اجزای وجهی هستند، یعنی به جهان‌های غیرواقعی تعلق دارند. مفهوم اجزای وجهی در قیاس با اجزای مکانی و زمانی توضیح داده می‌شود. طبق نظریه چهاربعدی‌گرایی دست من بخش مکانی از وجود من است، همان‌طور که کودکی‌ام بخش زمانی از وجود من است. این شهودها را می‌توان با در نظر گرفتن نسخه‌های ممکن از خودم که در زندگی انتخاب‌های متفاوتی نسبت به آنچه واقعاً انجام داده‌ام، داشته‌اند، به بُعد وجهی تعمیم داد. بر اساس واقع‌گرایی وجهی توسعه‌یافته، این خودهای دیگر ساکنان جهان‌های ممکن متفاوتی هستند و همچنین بخش‌هایی از خود من هستند: بخش‌های وجهی.
تفاوت دیگر با شکل لوئیسی رئالیسم وجهی این است که در میان جهان‌های غیرواقعی درون بُعد وجهی، نه تنها جهان‌های ممکن، بلکه جهان‌های غیرممکن نیز وجود دارند. یاگیساوا معتقد است که اگرچه مفهوم جهان، به‌عنوان یک شاخص وجهی، ساده است، مفهوم جهان ممکن مرکب است: جهانی است که ممکن است. امکان را می‌توان به روش‌های مختلفی درک کرد: امکان منطقی، امکان متافیزیکی، امکان فیزیکی و غیره وجود دارد یک جهان در صورتی ممکن است که قوانین نوع متناظر امکان را نقض نکند. برای مثال یک جهان اگر از قوانین منطق پیروی کند، از نظر منطقی ممکن است، یا اگر از قوانین طبیعت پیروی کند، از نظر فیزیکی ممکن است. جهان‌هایی که از این قوانین پیروی نمی‌کنند جهان‌های غیرممکن هستند. اما جهان‌های غیرممکن و ساکنان آن‌ها به همان اندازه موجودات ممکن یا بالفعل واقعی هستند.